# Devikapuram
Devikapuram es una  ciudad censal situada en el distrito de Tiruvannamalai en el estado de Tamil Nadu (India). Su población es de 9800 habitantes (2011). Se encuentra a 39 km de Tiruvannamalai y a 53 km de Vellore.

## Demografía
Según el censo de 2011 la población de Devikapuram era de 9800 habitantes, de los cuales 4926 eran hombres y 5874 eran mujeres. Devikapuram tiene una tasa media de alfabetización del 77,27%, inferior a la media estatal del 80,09%: la alfabetización masculina es del 90,41%, y la alfabetización femenina del 68,11%.